# Égyptiens
Les Égyptiens sont les citoyens de l'Égypte, pays situé à l’est de l’Afrique du Nord. Les Égyptiens sont principalement d’origine arabe, nubienne et berbere. 

## Étymologie
Égyptien est issu du nom de pays  Égypte et du suffixe -ien.
En arabe : مِصريّون, en copte : ⲛⲓⲣⲉⲙⲛ̀ⲭⲏⲙⲓ.

## Origines

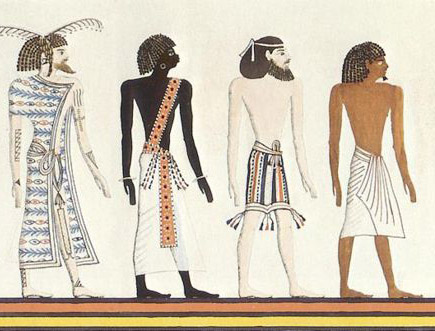
Libyen, Sudan, Syrien et Égyptien.: Dessin d'un artiste inconnu d'après une peinture murale du tombeau de Séthi Ier, copie de Heinrich von Minutoli (1820).